# 上野慧賢
上野 慧賢（あがの えけん、1896年6月3日 - 1981年6月2日）は、日本の教育者。駒澤大学高等学校名誉校長。学校法人駒澤大学理事、東京私立中学高等学校協会監事などを歴任。熊本県出身。

## 来歴
八代市生まれ。1917年、熊本県第一師範学校本科卒業。葦北郡日奈久尋常高等小学校訓導。1920年、津奈木尋常高等小学校。1923年、広島高等師範学校教育科卒業。熊本県阿蘇高等女学校教諭。1924年9月、熊本県第58番極楽寺林の慧禅について得度。1926年4月、東京帝国大学伝染病研究所看護婦養成所（のち東京大学第三厚生女学部）嘱託講師を兼任（1951年3月迄）。1927年3月、駒澤大学卒業。同年4月、日出高等女学校教諭。
1932年4月、駒澤大学学生監補。1942年7月、駒澤大学学生監。1946年3月、駒澤大学庶務課長。同年8月、東京都第21番福昌寺住職・中根環堂の室に入り伝法した。1950年8月、駒澤大学高校教諭（教務主任）。1952年4月、東京私立中学高等学校協会常任委員。1954年1月、東京都青少年問題協議会専門委員。同年4月、日本私立中学高等学校連合会評議員。1956年4月、世田谷区青少年問題協議会委員。1957年4月、駒澤大学高校教頭。同年6月、東京私立中学高等学校協会第11支部支部長。1959年4月、駒澤大学高校副校長。
1960年4月、渋谷・新宿・世田谷地区学徒補導協会会長。同年6月、東京私立中学高等学校協会生活指導研究部会会長。同年10月、駒澤大学高校校長ならびに学校法人駒澤大学理事・評議員に就任。1965年、曹洞宗正教師。1966年、東京私立中学高等学校協会文化部長、日本私学教育研究所運営委員会委員・道徳教育研究専門委員長。1968年、東京私立中学高等学校協会監事および第8支部顧問。
1972年11月、勲四等瑞宝章を受章（教育界に対する功績により）。1975年、世田谷区体育連盟参与、世田谷区バレーボール連盟会長。1976年、論文集『永遠の反省』を著す。1978年11月、病のため退職し入院。学校法人駒澤大学より名誉校長の称号を受ける。
1981年6月2日午前9時45分、国立東京第二病院にて死去、84歳。6月20日、学校葬が営まれた。

## 著書
- 『永遠の反省』駒澤大学高等学校同窓会　1976.6[3]